# Queeny Love
Queeny Love (Colonia; 8 de noviembre de 1979) es una actriz pornográfica alemana. Es conocida por sus escenas de sexo oral.

## Biografía
Nació en una pequeña población cerca de Colonia, en Alemania. Desde joven le atrajo Hollywood y se mudó a California recién cumplidos los veinte años. Desde entonces reside en Palm Springs, donde ha desarrollado su carrera de actriz porno y modelo.
Grabó sus primeros vídeos pornográficos por diversión. Cuando acudía al instituto, su novio la convenció para filmarla practicando lo que luego sería su especialidad que le haría famosa: una felación. A partir de esa primera grabación, decidieron colgar en su propia página web vídeos y fotografías, que tuvo un éxito enorme e inmediato. Producto de esa época es el video 'Queeny Love Vol. 1', donde Queeny reunía sus primeras grabaciones, comercializado en noviembre de 1998. Las visitas a su web siguieron incrementando y Queeny atrajo la atención de los productores de Hollywood. Recibió ofertas para convertirse en una estrella del cine porno hasta que, finalmente, en 2001, accedió. Desde entonces ha intervenido en un buen número de películas y acude regularmente a certámenes relacionados con el cine erótico, como los Premios AVN. En 2002, ella apareció en dos vídeos del actor y director Max Hardcore (con lluvia dorada incluso): Max Faktor 2 y Planet Max 12.
Es pionera en la práctica del cum sniffing (absorción de semen a través de los conductos nasales), técnica que se le ocurrió a raíz de que un admirador le enviara un pequeño embudo por correo.
En febrero de 2003 la compañía pornográfica Sexual World Records anunció la celebración del bukkake más grande del mundo, cuyos protagonistas serían Queeny Love y 620 hombres.